# Martinho da Vila
Martinho José Ferreira OMC, mais conhecido por Martinho da Vila (Duas Barras, 12 de fevereiro de 1938), é um cantor, compositor e escritor brasileiro. Martinho é o atual presidente de honra da Unidos de Vila Isabel. 

## História

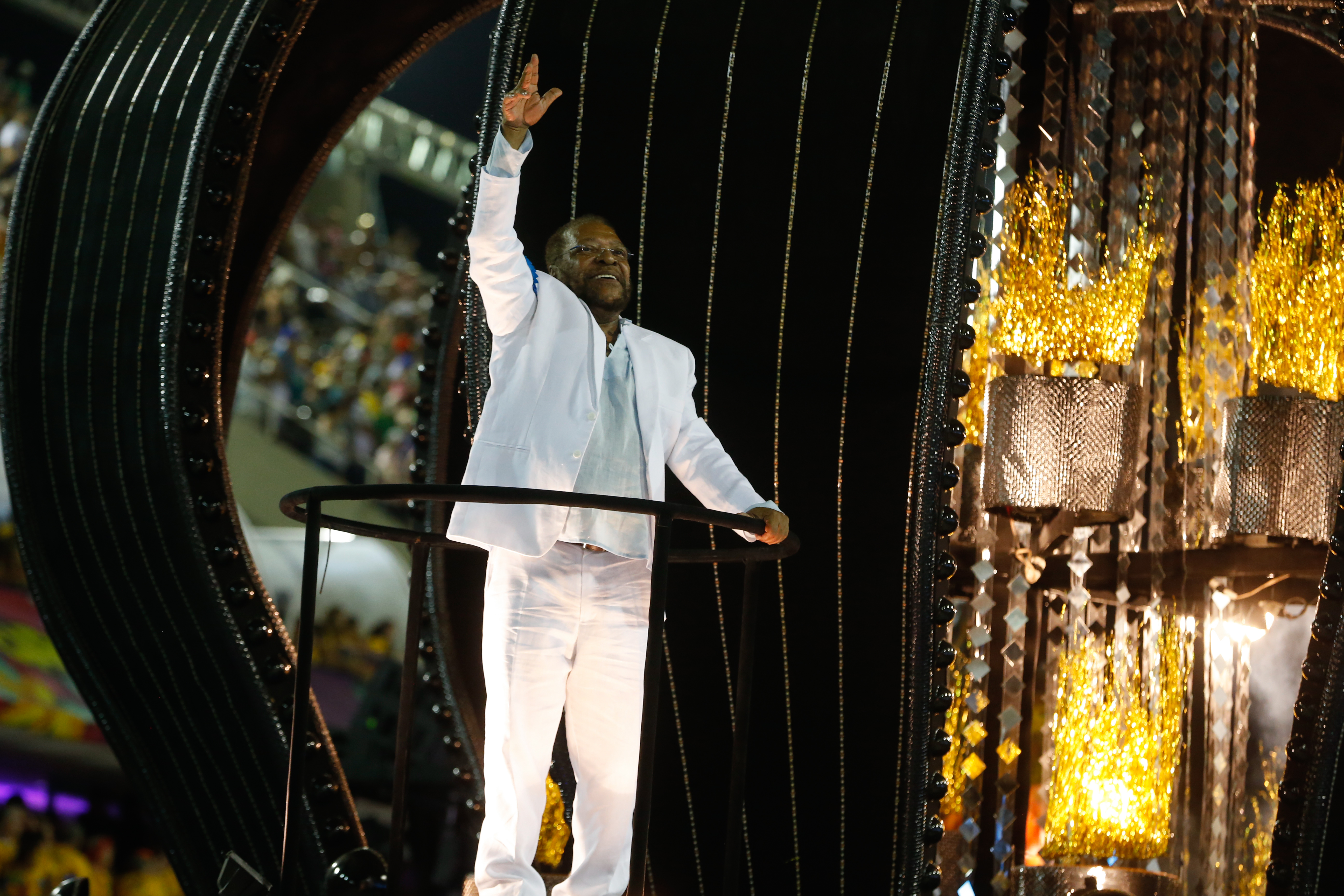
Martinho durante o desfile de Vila Isabel em 2018

Filho de lavradores da Fazenda do Cedro Grande, mudou-se para o Rio de Janeiro com apenas quatro anos. Quando se tornou conhecido, voltou a Duas Barras para ser homenageado pela prefeitura em uma festa, e descobriu que a fazenda onde havia nascido estava à venda. Não hesitou em comprá-la e hoje é o lugar que chama de "meu off-Rio". Cidadão carioca criado na Serra dos Pretos-Forros, a primeira profissão foi como auxiliar de químico industrial, função aprendida no curso intensivo do SENAI. Mais tarde, serviu o Exército Brasileiro como sargento burocrata. Nesta instituição ele começou na  Escola de Instrução Especializada, tornando-se escrevente e contador, profissões que abandonou em 1970, quando deu baixa para se tornar músico profissional.

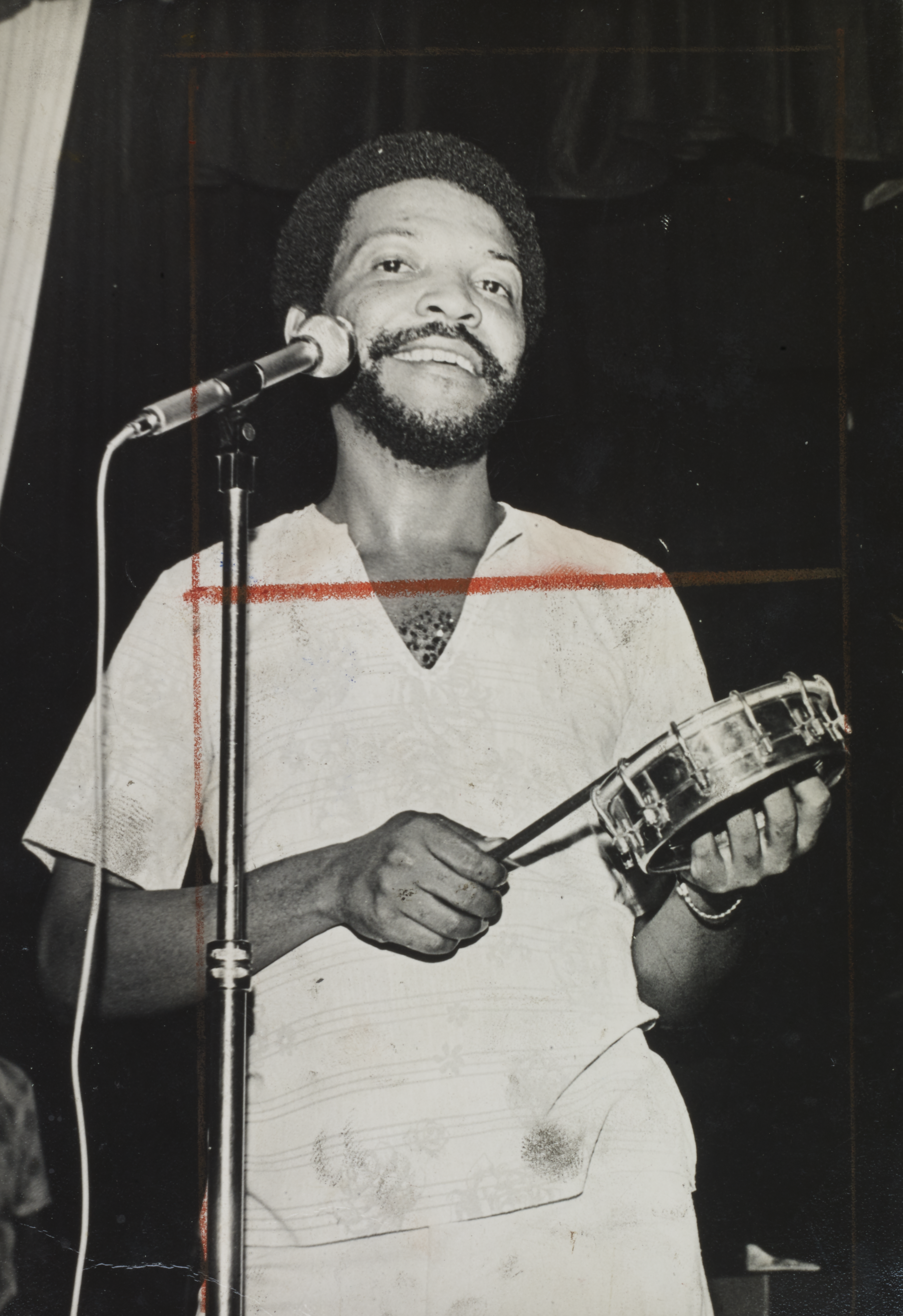
Martinho da Vila, 1973. Arquivo Nacional.

A carreira artística surgiu para o grande público no III Festival da Record, em 1967, quando concorreu com a música "Menina Moça". O sucesso veio no ano seguinte, na quarta edição do mesmo festival, lançando a canção "Casa de Bamba", um dos clássicos de Martinho. O primeiro álbum, lançado em 1969, intitulado Martinho da Vila, já demonstrava a extensão de seu talento como compositor e músico, incluindo, além de "Casa de Bamba", obras-primas como "O Pequeno Burguês", "Quem é Do Mar Não Enjoa" e "Prá Que Dinheiro" entre outras menos populares como "Brasil Mulato", "Amor Pra que Nasceu" e "Tom Maior". Logo tornou-se um dos mais respeitados artistas brasileiros além de um dos maiores vendedores de disco no Brasil, sendo o segundo sambista a ultrapassar a marca de um milhão de cópias com o CD Tá Delícia, Tá Gostoso lançado em 1995 (o primeiro foi  Agepê, que em 1984 vendeu um milhão e meio de cópias com seu disco Mistura Brasileira). Destacam-se Zeca Pagodinho, Simone (CD Café com leite, um tributo a Martinho da Vila, 1996) e Alcione como os maiores intérpretes.
A celebração do 75º aniversário do cantor, bem como 45 anos de carreira, levou Martinho a receber o segundo volume da série Sambabook em 2013, depois de João Nogueira receber o original no ano anterior. Seu disco Negra Ópera foi escolhido pela Associação Paulista de Críticos de Arte como um dos 50 melhores álbuns nacionais de 2023.

### Prêmios e condecorações
Entre os títulos recebidos por Martinho da Vila, estão os de Cidadão Carioca, Cidadão Benemérito do Estado do Rio de Janeiro, Comendador da República, em grau de oficial e a Ordem do Mérito Cultural, por seu trabalho em prol da cultura brasileira. Foi condecorado com a Medalha Tiradentes e a Medalha Pedro Ernesto. Ganhou o Prêmio Shell de Música Popular Brasileira em 1991. Em 1993, recebeu cinco Prêmios Sharp na categoria samba e o Prêmio Shell de Música Popular Brasileira. Em 2014 foi indicado ao Grammy Latino de Melhor Álbum de Samba/Pagode, pelo álbum Enredo. O álbum De Bem com a Vida, lançado em 2016, ganhou o Grammy Latino no mesmo ano, na categoria Melhor Disco de Samba. No ano seguinte Martinho recebeu da Universidade Federal do Rio de Janeiro o título de Doutor Honoris Causa. Recebeu também o título honorário de Embaixador Cultural de Angola e Embaixador da Boa Vontade da CPLP (Comunidade de Países de Língua Portuguesa), por divulgar a lusofonia e incentivar as relações linguísticas da língua portuguesa. Martinho é também membro da Divine Académie Françoise des Arts, Letres e Culture, tendo sido condecorado com a medalha de honra daquela academia. Em 2019, Martinho foi agraciado com o Prémio Lusofonia, na categoria música, em Portugal, pelo trabalho constante e de qualidade superior ao nível da composição, música e performance de palco, reconhecido como um dos mais notáveis embaixadores da música brasileira e de toda a lusofonia. Entre as condecorações mais recentes, estão outros dois títulos de Doutor Honoris Causa, um deles concedido em dezembro de 2022 pela Universidade Zumbi dos Palmares (a primeira indicação desta instituição), e o outro em agosto de 2023 pela Unversidade Federal de Sergipe.

### Escola de samba

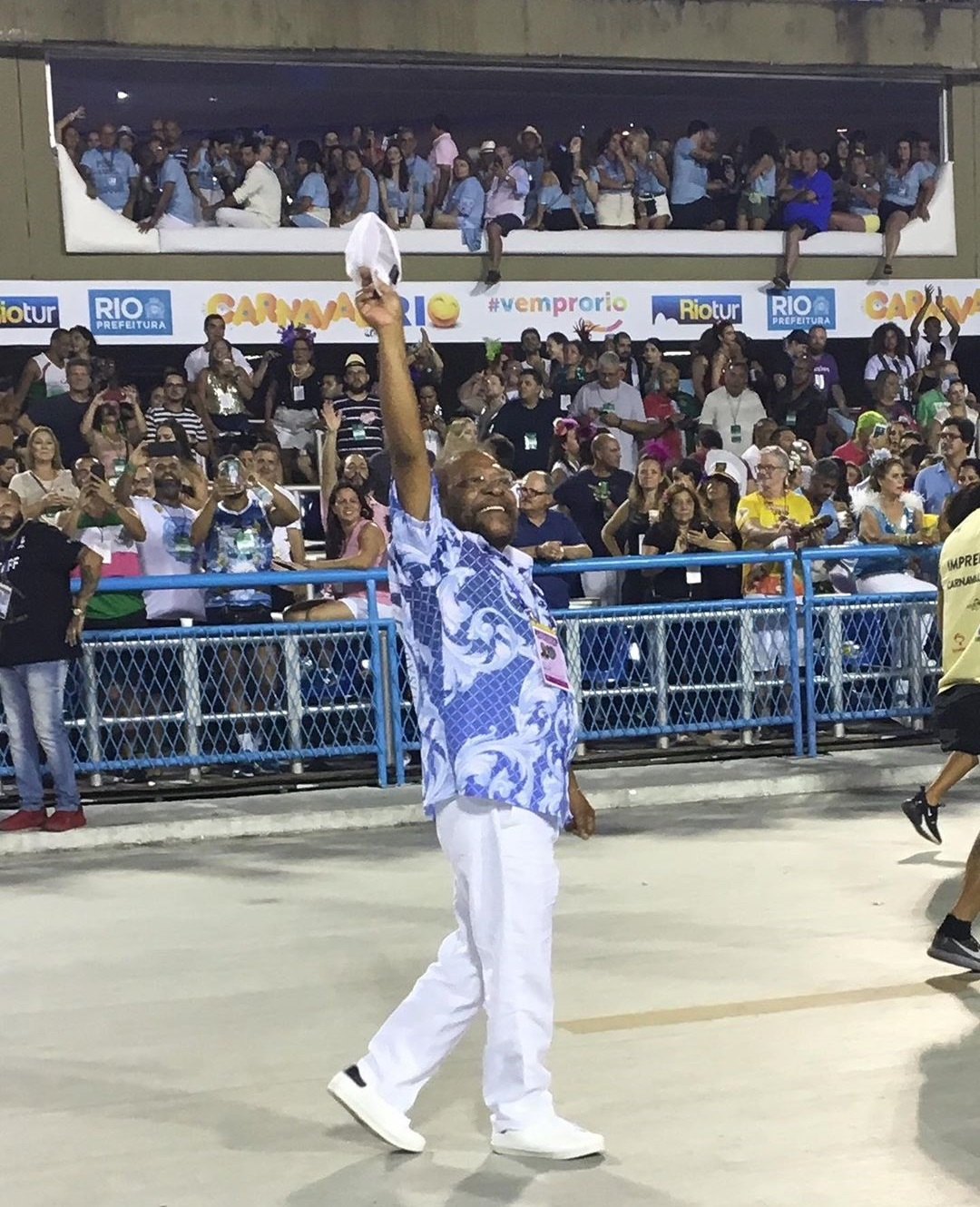
Martinho, presidente de honra da Vila Isabel durante o carnaval de 2019.

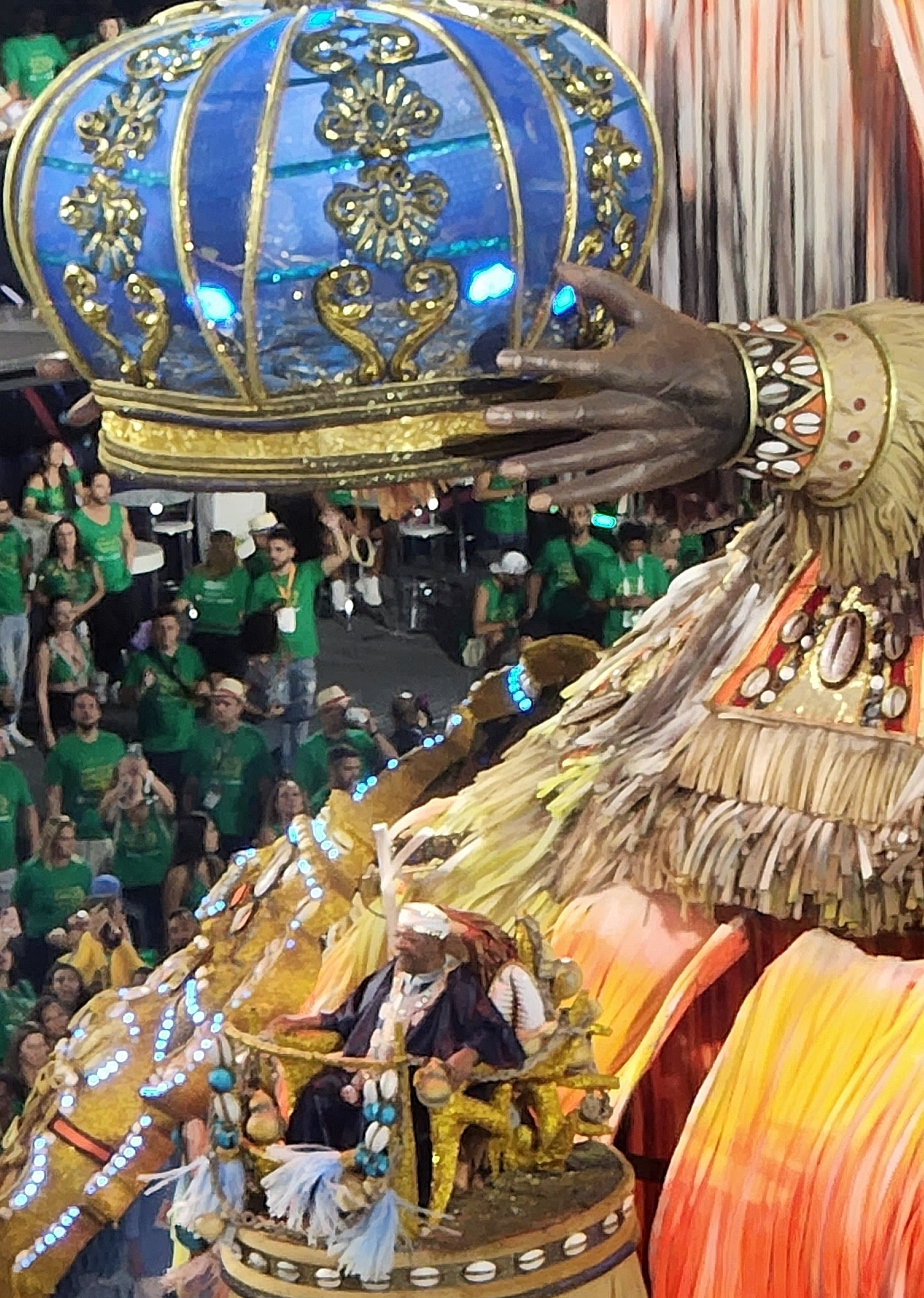
Martinho na Comissão de Frente do desfile da Vila em 2022, ano em que foi enredo da escola.

A dedicação à escola de samba do coração, Unidos de Vila Isabel, iniciou em 1965. Antes, participava da extinta Aprendizes da Boca do Mato. A história da Unidos de Vila Isabel se confunde com a de Martinho. Desde essa época, assina vários sambas-enredo da escola. Também envolvido nos enredos da escola, criou o samba Kizomba: A Festa da Raça, e garantiu para a GRES Unidos de Vila Isabel o título do Grupo Especial do ano de 1988. Após uma ausência de 17 anos, desde a composição "Gbala" em 1993, em 2010, Martinho ganhou o concurso de sambas-enredo mais uma vez, cedendo à escola um enredo sobre Noel Rosa, outro compositor de Vila Isabel que celebraria seu centenário naquele ano. Martinho declarou que seria seu último samba-enredo. Em 2013, quando Martinho completou 75 anos, seu filho Tunico da Vila levou Vila Isabel ao título com o enredo "A Vila Canta o Brasil, Celeiro do Mundo. Água no Feijão, que Chegou Mais Um".
Martinho já foi homenageado pelo então bloco carnavalesco, hoje escola de samba GRES Mocidade Independente de Inhaúma no ano de 1983 com o enredo Da Boca do Mato a Vila Isabel, que levantou o público da avenida. O desfile contou com a participação de Élcio PV, da Beija Flor.
Martinho foi anunciado como enredo da Unidos de Vila Isabel para o carnaval de 2021. O artista é presidente de honra da agremiação. O carnaval de 2021 foi cancelado pelo governo do Rio de Janeiro devido às restrições sanitárias impostas pela pandemia de COVID-19. O evento, mantendo o enredo "Canta, Canta, Minha Gente! A Vila é de Martinho!" no desfile da Unidos de Vila Isabel, foi previsto para acontecer em 2022.

### Estilo
Embora internacionalmente conhecido como sambista, com várias composições gravadas no exterior, Martinho da Vila é um legítimo representante da MPB e compositor eclético, tendo trabalhado com aspectos da cultura brasileira e criado músicas dos mais variados ritmos brasileiros, tais como ciranda, frevo, samba de roda, capoeira, bossa nova, calango, samba-enredo, toada e sambas africanos. O espírito de pesquisador incansável, viaja desde o disco O Canto das Lavadeiras, baseado na cultura brasileira, lançado em 1989, até o mais recente trabalho Lusofonia, lançado no início de 2000, reunindo canções de todos os países de língua portuguesa. Em setembro de 2000 concretizou, no Teatro Municipal do Rio de Janeiro, um dos projetos mais cultuados: a apresentação do Concerto Negro. Idealizado por Martinho e pelo maestro Leonardo Bruno, o espetáculo enfoca a participação da cultura negra na música erudita. Para cuidar das diversas atividades, criou o Grupo Empresarial ZFM abrindo as portas para sambistas com um selo musical e inaugurando sua própria editora, com o primeiro romance Joana e Joanes.

## Vida pessoal
Martinho tem oito filhos incluindo Mart'nália, Tunico da Vila, Maíra Freitas e dez netos entre eles Dandara Ventapane, mas só se casou pela primeira vez em 1993. Sua esposa é Clediomar Corrêa Liscano, 33 anos mais jovem, e mãe de seus dois filhos mais novos, a quem Martinho conheceu na gravação de um videoclipe.
Com a porta-bandeira Rita Freitas teve uma filha, a também cantora Maíra Freitas. No início dos anos 1990, casou-se com Clediomar Corrêa Liscano Ferreira, a Cléo, com quem tem dois filhos (Preto e Alegria).
Martinho da Vila torce para o Vasco da Gama, e compôs duas músicas em homenagem ao clube do coração. É, desde 2005, filiado ao Partido Comunista do Brasil (PCdoB). Em 2009, foi lançado o documentário "O Pequeno Burguês - Filosofia de Vida", que conta um pouco da vida artística e particular do artista. No fim de 2012 fez participação na série de TV "Meu Anjo", produzida pela produtora Telemilênio, como ele mesmo. A trama vai ao ar todos os domingos, às 19h, na CineBrasilTV.
Em 2017, aos 79 anos, Martinho ingressou na faculdade de Relações Internacionais da Universidade Estácio de Sá, na cidade do Rio de Janeiro, segundo ele, para "entender um pouco mais das relações internacionais em termos históricos, na teoria", já atuando havia algum tempo nessa área, como Embaixador Cultural de Angola e da Comunidade de Países de Língua Portuguesa. Frequentou as aulas regularmente e de forma presencial, cumprindo todas as exigências do curso, mas não o concluiu. Cursou até o terceiro ano, pois o último ano seria para preparar o aluno para o mercado de trabalho, o que não era seu interesse.

## Homenagens
O nome da escola de samba Tom Maior, do carnaval de São Paulo, fundada em 1973, foi inspirado nos versos da música de Martinho da Vila: “Vai ter de amar a liberdade, só vai cantar em Tom Maior, vai ter a felicidade de ver um Brasil melhor...”. 
No Carnaval de São Paulo em 2018, Martinho foi tema da Escola de Samba Unidos do Peruche, com o enredo Peruche celebra Martinho: 80 anos do Dikamba da Vila. Foi homenageado pela Vila Isabel em 2022 com o enredo "Canta, Canta, Minha gente! A Vila é de Martinho!".

## Discografia
- 1969 -  Martinho da Vila - (RCA Victor)
- 1970 -  Meu Laiá-raiá - (RCA Victor)
- 1971 -  Memórias de um Sargento de Milícias - (RCA Victor)
- 1972 -  Batuque na Cozinha - (RCA Victor)
- 1973 -  Origens (Pelo telefone) - (RCA Victor)
- 1974 -  Canta Canta, Minha Gente - (RCA Victor)
- 1975 -  Maravilha de Cenário - (RCA Victor)
- 1976 -  Rosa do Povo - (RCA Victor)
- 1976 -  La Voglia La Pazzia/L' Incoxienza/L' Allegria - (RCA Victor)
- 1977 -  Presente - (RCA Victor)
- 1978 -  Tendinha - (RCA Victor)
- 1979 -  Terreiro, Sala e Salão - (RCA Victor)
- 1980 -  Portuñol Latinoamericano - (RCA Victor)
- 1980 -  Samba Enredo - (RCA Victor)
- 1981 -  Sentimentos - (RCA Victor)
- 1982 -  Verso e Reverso - (RCA Victor)
- 1983 -  Novas Palavras - (RCA Victor)
- 1984 -  Martinho da Vila Isabel - (RCA Victor)
- 1984 -  Partido Alto Nota 10 - (CID)
- 1985 -  Criações e Recriações - (RCA Victor)
- 1986 -  Batuqueiro - (RCA Victor)
- 1987 -  Coração Malandro - (RCA Victor/Ariola)
- 1988 -  Festa da Raça - (CBS)
- 1989 -  O Canto das Lavadeiras - (CBS)
- 1990 -  Martinho da Vida - (CBS)
- 1991 -  Vai Meu Samba, Vai - (Columbia/Sony Music)
- 1992 -  No Templo da Criação - (Columbia/Sony Music)
- 1992 -  Martinho da Vila - (Columbia/Sony Music)
- 1993 -  Escola de Samba Enredo Vila Isabel - (Columbia/Sony Music)
- 1994 -  Ao Rio de Janeiro (Columbia/Sony Music)
- 1995 -  Tá Delícia, tá Gostoso - (Sony Music)
- 1997 -  Coisas de Deus - (Sony Music)
- 1997 -  Butiquim do Martinho - (Sony Music) 758.325/2-479455
- 1999 -  3.0 Turbinado ao Vivo - (Sony Music)
- 1999 -  O Pai da Alegria - (Sony Music)
- 2000 -  Lusofonia - (Sony Music)
- 2001 -  Martinho da Vila, da Roça e da Cidade - (Sony Music)
- 2002 -  Martinho Definitivo - (Sony Music)
- 2002 -  Voz e Coração - (Sony Music)
- 2003 -  Martinho da Vila - Conexões - (MZA/Sony Music)
- 2004 -  Conexões Ao Vivo - (MZA/Universal Music Group)
- 2005 -  Brasilatinidade - (MZA/EMI)
- 2006 -  Brasilatinidade Ao Vivo - (MZA/EMI)
- 2006 -  Martinho José Ferreira - Ao Vivo na Suíça - (MZA/Universal Music) (registro de shows do cantor no Montreux Jazz Festival, na Suíça, nas edições de 1988, 2000 e 2006)
- 2007 -  Martinho da Vila do Brasil e do Mundo (MZA / Universal Music)
- 2008 -  O Pequeno Burguês - ao vivo (MZA Music)
- 2010 -  Poeta Da Cidade - Canta Noel - (Biscoito Fino)
- 2011 - Lambendo a cria - (MZA Music)
- 2011 -  4.5 Atual - (Sony Music)
- 2013 - Samba Book - Martinho da Vila (Musickeria/Som Livre -  show com versões por outros artistas, disponível em CD, DVD, e Blu-Ray, acompanhado  de biografia e um fichário com 60 partituras)[3]
- 2014 - Enredo (Biscoito Fino)
- 2016 - De Bem com a Vida - (Sony Music)
- 2018 - Alô Vila Isabeeeel!!! (Sony Music)
- 2018 - Bandeira da fé (Sony Music)
- 2020 - Rio: Só vendo a vista (Sony Music)

## Autor
Martinho escreveu diversos livros de variados gêneros.
- Vamos Brincar de política? (Editora Global, 1986) - Infanto-juvenil
- Kizombas, andanças e festanças (Léo Christiano Editorial, 1992 / Editora Record, 1998) - Auto Biográfico
- Joana e Joanes, um romance fluminense (ZFM Editora, 1999) - Romance (Reeditado no mesmo ano em Portugal, pela Eurobrap, sob o título Romance fluminense)
- Ópera Negra - (Editora Global, 2001) - Ficção
- Memórias póstumas de Teresa de Jesus (Editora Ciência Moderna, 2002) - Romance
- Os Lusófonos (Editora Ciência Moderna, 2006) - Romance
- Vermelho 17 (ZFM Editora, 2007) - Romance
- A Rosa Vermelha e o Cravo Branco (Lazuli Editora, 2008) - Infantil
- A serra do rola-moça (ZFM Editora, 2009) - Romance
- A rainha da bateria (Lazuli Editora, 2009) - Infantil
- Fantasias, Crenças e Crendices (Ciência Moderna Editora, 2011) - Literatura Musical
- O Nascimento do Samba (ZFM, 2013) - Literatura Musical
- 2018 - Crônicas de Um Ano Atípico (Kapulana Editora, 2019)- Crônicas[29]

## Prêmios e indicações
- Doutor honoris causa

| Ano  | Título               | Instituição                     | Contribuição |
| ---- | -------------------- | ------------------------------- | ------------ |
| 2023 | Doutor honoris causa | Universidade Federal de Sergipe | Cultura      |

- Grammy Latino

| Ano  | Categoria                    | Indicação                            | Resultado |
| ---- | ---------------------------- | ------------------------------------ | --------- |
| 2000 | Melhor Álbum de Samba/Pagode | Lusofonia                            | Indicado  |
| 2002 | Melhor Álbum de Samba/Pagode | Da Roca e da Cidade                  | Indicado  |
| 2003 | Melhor Álbum de Samba/Pagode | Voz e Coração                        | Indicado  |
| 2005 | Melhor Álbum de Samba/Pagode | Brasilatinidade                      | Venceu    |
| 2006 | Melhor Álbum de Samba/Pagode | Brasilatinidade ao Vivo              | Indicado  |
| 2007 | Melhor Álbum de Samba/Pagode | Do Brasil e do Mundo                 | Indicado  |
| 2009 | Melhor Álbum de Samba/Pagode | O Pequeno Burguês                    | Venceu    |
| 2010 | Melhor Álbum de Samba/Pagode | Poeta da Cidade: Martinho Canta Noel | Indicado  |
| 2011 | Melhor Álbum de Samba/Pagode | Filosofia de Vida                    | Indicado  |
| 2014 | Melhor Álbum de Samba/Pagode | Enredo                               | Indicado  |
| 2016 | Melhor Álbum de Samba/Pagode | De Bem com a Vida                    | Venceu    |
| 2021 | Melhor Álbum de Samba/Pagode | Rio: Só Vendo a Vista                | Indicado  |
| 2022 | Melhor Álbum de Samba/Pagode | Mistura Homogênea                    | Indicado  |
| 2023 | Melhor Álbum de Samba/Pagode | Negra Opera                          | Venceu    |

- Prêmio da Música Brasileira

| Ano  | Categoria              | Indicação         | Resultado |
| ---- | ---------------------- | ----------------- | --------- |
| 2015 | Melhor Cantor de Samba | Martinho da Vila  | Indicado  |
| 2017 | Melhor Álbum de Samba  | De Bem com a Vida | Indicado  |
| 2017 | Melhor Cantor de Samba | Martinho da Vila  | Indicado  |

- Prêmio Contigo! MPB FM

| Ano  | Categoria             | Indicação        | Resultado |
| ---- | --------------------- | ---------------- | --------- |
| 2012 | Melhor Álbum de Samba | Lambendo a Cria  | Indicado  |
| 2013 | Melhor Cantor         | Martinho da Vila | Indicado  |
| 2014 | Melhor Álbum de Samba | Enredo           | Indicado  |

- Troféu Imprensa

| Ano  | Categoria     | Indicação        | Resultado |
| ---- | ------------- | ---------------- | --------- |
| 1996 | Melhor Música | "Mulheres"       | Indicado  |
| 1997 | Melhor Cantor | Martinho da Vila | Indicado  |

- Melhores do Ano

| Ano  | Categoria     | Indicação  | Resultado |
| ---- | ------------- | ---------- | --------- |
| 1995 | Música do Ano | "Mulheres" | Venceu    |

- Estandarte de Ouro

1. 1978 - Personalidade [30]
2. 1980 - Melhor samba-enredo (Vila Isabel - "Sonho de Um Sonho") [31]
3. 1984 - Melhor samba-enredo (Vila Isabel - "Para Tudo se Acabar na Quarta-feira") [32]
4. 1988 - Melhor enredo (Vila Isabel - "Kizomba, Festa da Raça") [33]
5. 1993 - Melhor samba-enredo (Vila Isabel - "Gbala - Viagem ao Templo da Criação") [34]
6. 2010 - Melhor enredo (Vila Isabel - "Noel: A Presença do Poeta da Vila") [35]
7. 2013 - Melhor samba-enredo (Vila Isabel - "A Vila Canta o Brasil, Celeiro do Mundo - Água no Feijão que Chegou Mais Um") [36][37]
8. 2018 - Personalidade do Ano [38]

- Estrela do Carnaval

1. 2013 - Melhor samba-enredo (Vila Isabel - "A Vila Canta o Brasil, Celeiro do Mundo - Água no Feijão que Chegou Mais Um") [39]

- Gato de Prata

1. 2013 - Melhor samba-enredo (Vila Isabel - "A Vila Canta o Brasil, Celeiro do Mundo - Água no Feijão que Chegou Mais Um") [40][41]

- Plumas & Paetês Cultural

1. 2013 - Melhor samba-enredo (Vila Isabel - "A Vila Canta o Brasil, Celeiro do Mundo - Água no Feijão que Chegou Mais Um") [42]

- Prémio Lusofonia - Prémio Música (2019) [43]
- Prêmio SRzd

1. 2013 - Melhor samba-enredo (Vila Isabel - "A Vila Canta o Brasil, Celeiro do Mundo - Água no Feijão que Chegou Mais Um") [44]
2. 2024 - Melhor samba-enredo (Vila Isabel - "Gbala - Viagem ao Templo da Criação") [45]

- Prêmio Veja Rio

1. 2013 - Melhor samba-enredo (Vila Isabel - "A Vila Canta o Brasil, Celeiro do Mundo - Água no Feijão que Chegou Mais Um") [46][47]

- S@mba-Net

1. 2013 - Melhor samba-enredo (Vila Isabel - "A Vila Canta o Brasil, Celeiro do Mundo - Água no Feijão que Chegou Mais Um") [48]

- Tamborim de Ouro

1. 2010 - Eu Sou o Samba [49]
2. 2012 - Eu Sou o Samba [50]
3. 2013 - Eu Sou o Samba [51]
4. 2013 - Melhor samba-enredo (Vila Isabel - "A Vila Canta o Brasil, Celeiro do Mundo - Água no Feijão que Chegou Mais Um") [51]
5. 2016 - Prêmio Especial [52]

- Troféu Apoteose

1. 2013 - Melhor samba-enredo (Vila Isabel - "A Vila Canta o Brasil, Celeiro do Mundo - Água no Feijão que Chegou Mais Um") [53]

- Troféu Sambario

1. 2010 - Melhor samba-enredo (Vila Isabel - "Noel: A Presença do Poeta da Vila") [54]

- Troféu Tupi Carnaval Total

1. 2013 - Melhor samba-enredo (Vila Isabel - "A Vila Canta o Brasil, Celeiro do Mundo - Água no Feijão que Chegou Mais Um") [55]